# Chiesa della Madonna della Libera

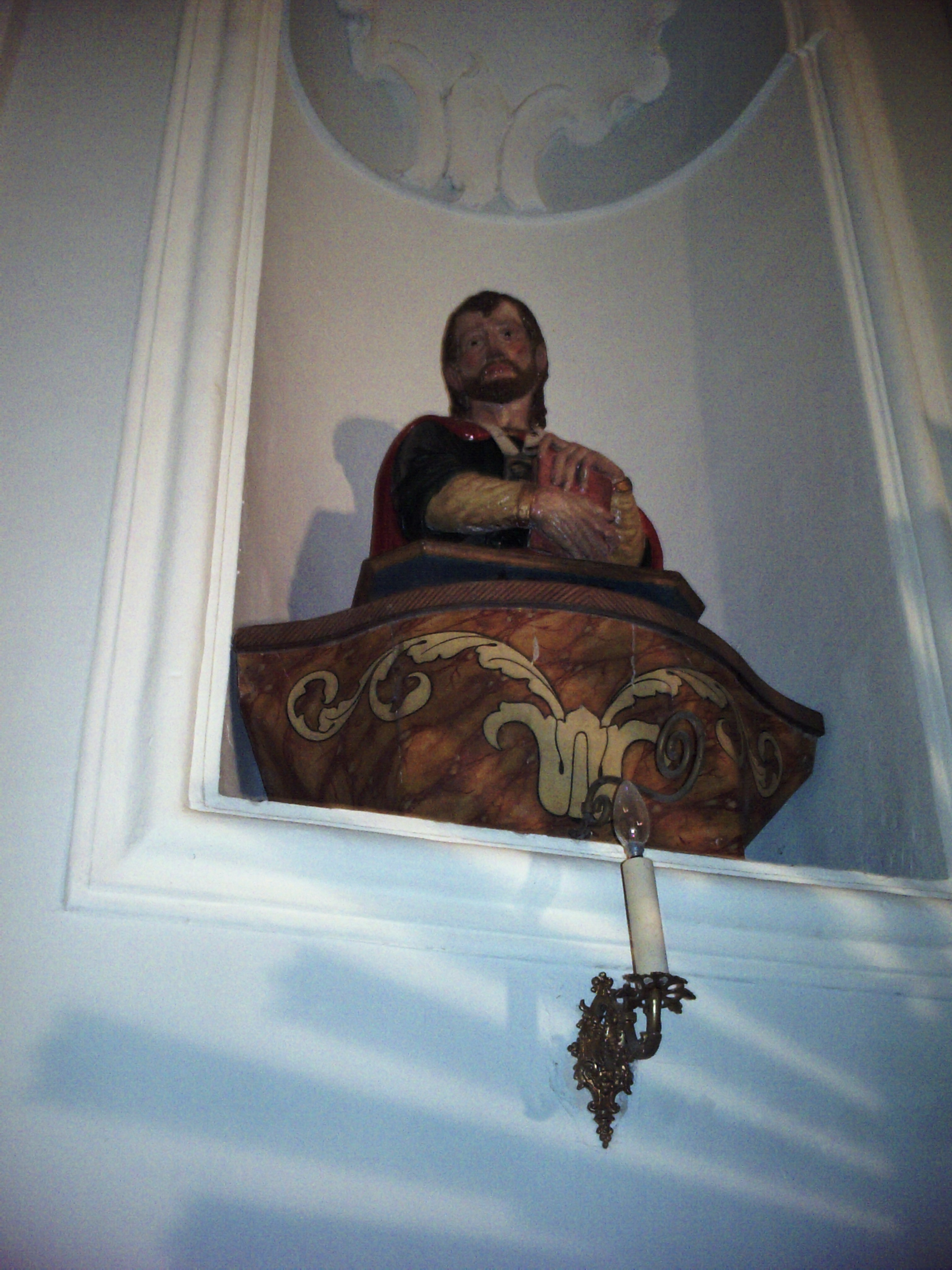
Scultura conservata nella chiesa

La chiesa della Madonna della Libera è una architettura religiosa sita nel territorio comunale di Cerreto Sannita ed edificata sui resti del Tempio sannita-romano di Flora.

## Storia
La chiesa è stata edificata nel luogo dove sorgeva un insediamento sannita, il tempio di Flora.
A testimonianza di ciò si possono ancora oggi ammirare i cospicui resti del basamento di un tempio sannita-romano dedicato alla dea Flora, siti nel sagrato della chiesa.
Storici locali la vogliono costruita ex voto dopo la peste del 1656 ma, secondo altri, nel 1656 dovette avvenire solo un ampliamento del luogo sacro dato che prima di quella data, negli anni 1616, 1618 e 1636, la chiesa era già citata in alcuni documenti con il nome di «Santa Maria della Libera in Campo de fiore».
La chiesa, di patronato del feudatario, era curata dall'Universitas che ne curò l'ampliamento nel 1656. Tale tesi è stata confermata durante gli ultimi lavori di ristrutturazione quando nell'ambiente attribuito attualmente a sacrestia sono state trovate alcune caratteristiche architettoniche (quattro capitelli con i relativi basamenti, alcune decorazioni floreali rinascimentali, la base di un campanile e delle pavimentazioni antiche) che fanno supporre che in questo ambiente sorgeva l'originaria chiesetta poi ampliata nel 1656.
Nel 1686 vennero citati, oltre al maggiore, altri due altari dedicati a San Nicola e a Santa Maria "de Campo fiore".
Accanto alla chiesa sorgeva, come ancora oggi, la casa dell'eremita che a seguito del terremoto del 5 giugno 1688 rimase illesa mentre la chiesa fu quasi del tutto rasa al suolo per essere poi ricostruita sul finire del XVII secolo.

## Descrizione
La chiesa, a croce latina, conserva tre altari e diverse nicchie dove sono conservate delle statuette di santi.
Sull'altare maggiore è sita la statua lignea settecentesca della Madonna della Libera, venerata nel mese di luglio. Questa statua è l'ultima scultura raffigurante la Madonna della Libera realizzata a Cerreto nel corso dei secoli. Le altre due, una in stile romanico bizantino ed un'altra datata 1689, sono conservate nel Museo civico di arte sacra nella chiesa di San Gennaro.
Sugli altri due altari campeggiano due dipinti incorniciati da stucchi settecenteschi.
Sotto la cupola è incastonata una tavola dipinta rotonda raffigurante lo Spirito Santo.
La casa sita a sinistra di chi guarda la chiesa era adibita ad abitazione dell'eremita mentre la casa sita a destra di chi guarda l'architettura religiosa era adibita a scuola. Un sacerdote infatti vi si recava ogni vigilia di festa rimanendovi fino al giorno successivo per insegnare ai giovani volonterosi della contrada gli elementi della fede e della scienza (saper leggere e scrivere).